# Église Saint-Georges de Bloomsbury
L'église Saint-Georges est une église paroissiale située à Bloomsbury, dans le district londonien de Camden, au Royaume-Uni. Elle a été conçue par Nicholas Hawksmoor et consacrée en 1730. La crypte de l'église abrite le musée de la Comédie. 

## Histoire

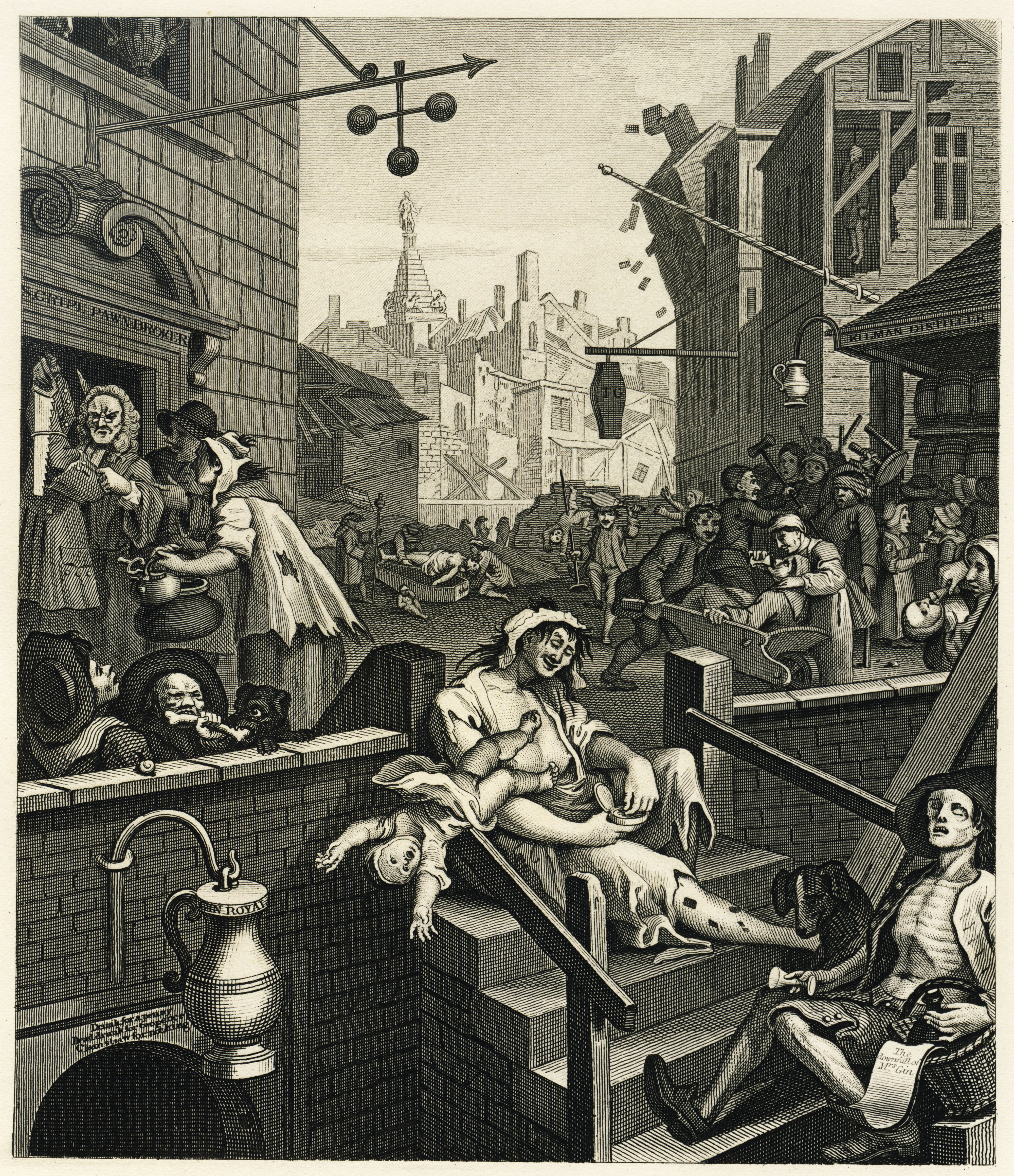
William Hogarth, Gin Lane, avec le clocher de l'église (centre).

La Loi de 1711 sur les commissaires pour les cinquante nouvelles églises de 1711 a compris que, en raison du développement rapide de Bloomsbury au cours de la dernière partie du XVIIe et du début du XVIIIe siècle, le quartier (qui faisait alors partie de la paroisse de St Giles-in-the-Fields) devait être séparé et doté d’une église paroissiale. Ils ont chargé Nicholas Hawksmoor, élève et ancien assistant de Sir Christopher Wren, de concevoir et de construire cette église, qu'il a ensuite construite entre 1716 et 1731. C'était la sixième et dernière de ses églises londoniennes. St George a été consacrée le 28 janvier 1730 par Edmund Gibson, évêque de Londres. 
Jusqu'en 2006, elle a fait l'objet d'importants travaux de conservation dirigés par le Fonds mondial pour les monuments et interdits aux visiteurs, la congrégation continuant normalement dans la vie de sa paroisse et se réunissant dans une chapelle voisine. Le bâtiment a rouvert complètement ses portes à partir d'octobre 2006, avec notamment une nouvelle exposition sur l'église, Hawksmoor et Bloomsbury, installée dans son sous-toit. 

## Architecture

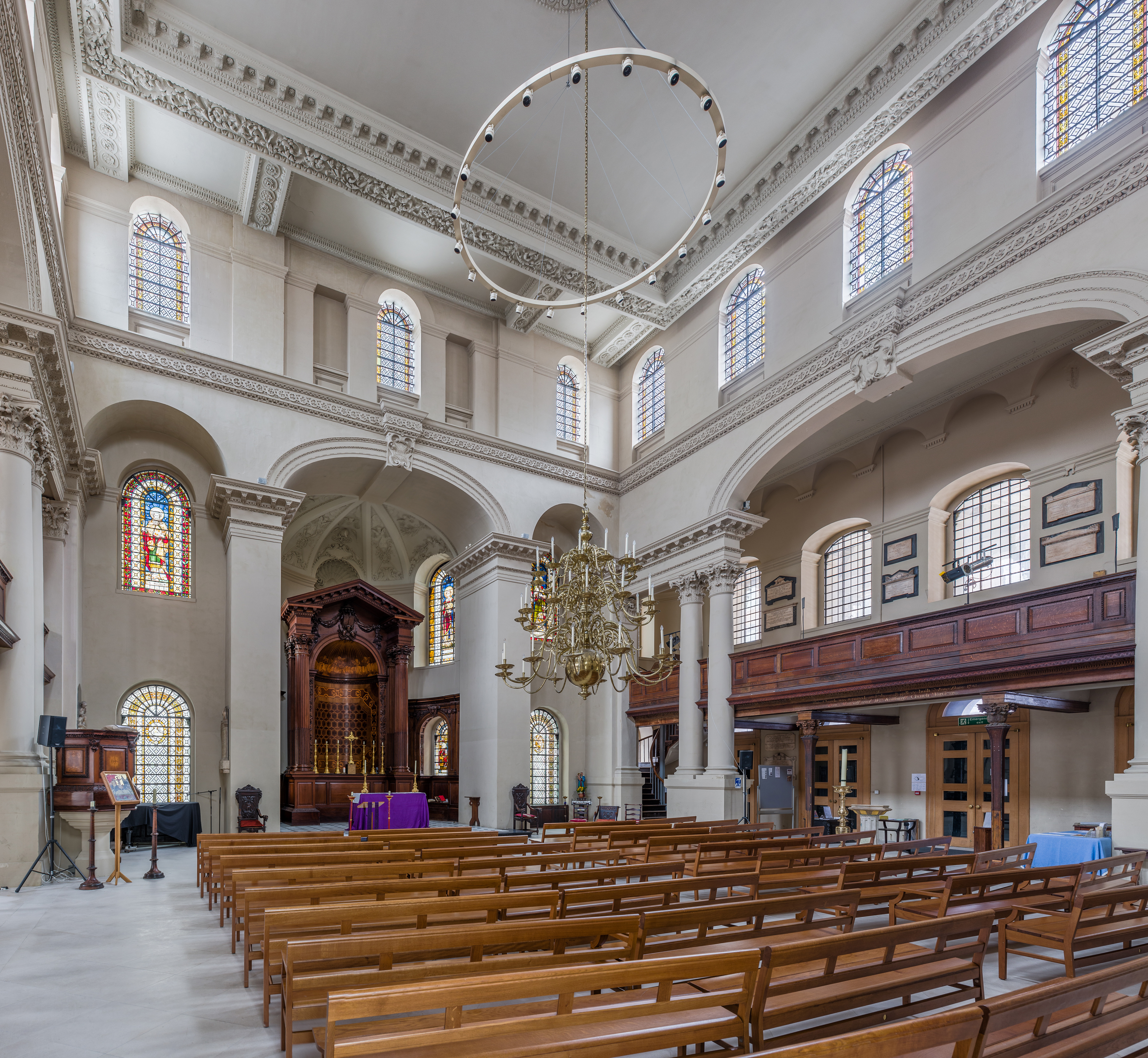
L'intérieur

La tour à gradins est influencée par la description du mausolée d'Halicarnasse par Pline l'Ancien, et surmontée d'une statue du roi George Ier en costume romain. Ses statues de lions et de licornes combattantes symbolisent la fin récente de la Première Rébellion Jacobite. Le portique est basé sur celui du temple de Bacchus à Baalbek, au Liban. 
La tour est représentée dans la célèbre gravure Gin Lane de William Hogarth (1751). Charles Dickens a utilisé St George comme cadre pour The Bloomsbury Christening dans les esquisses de Boz.

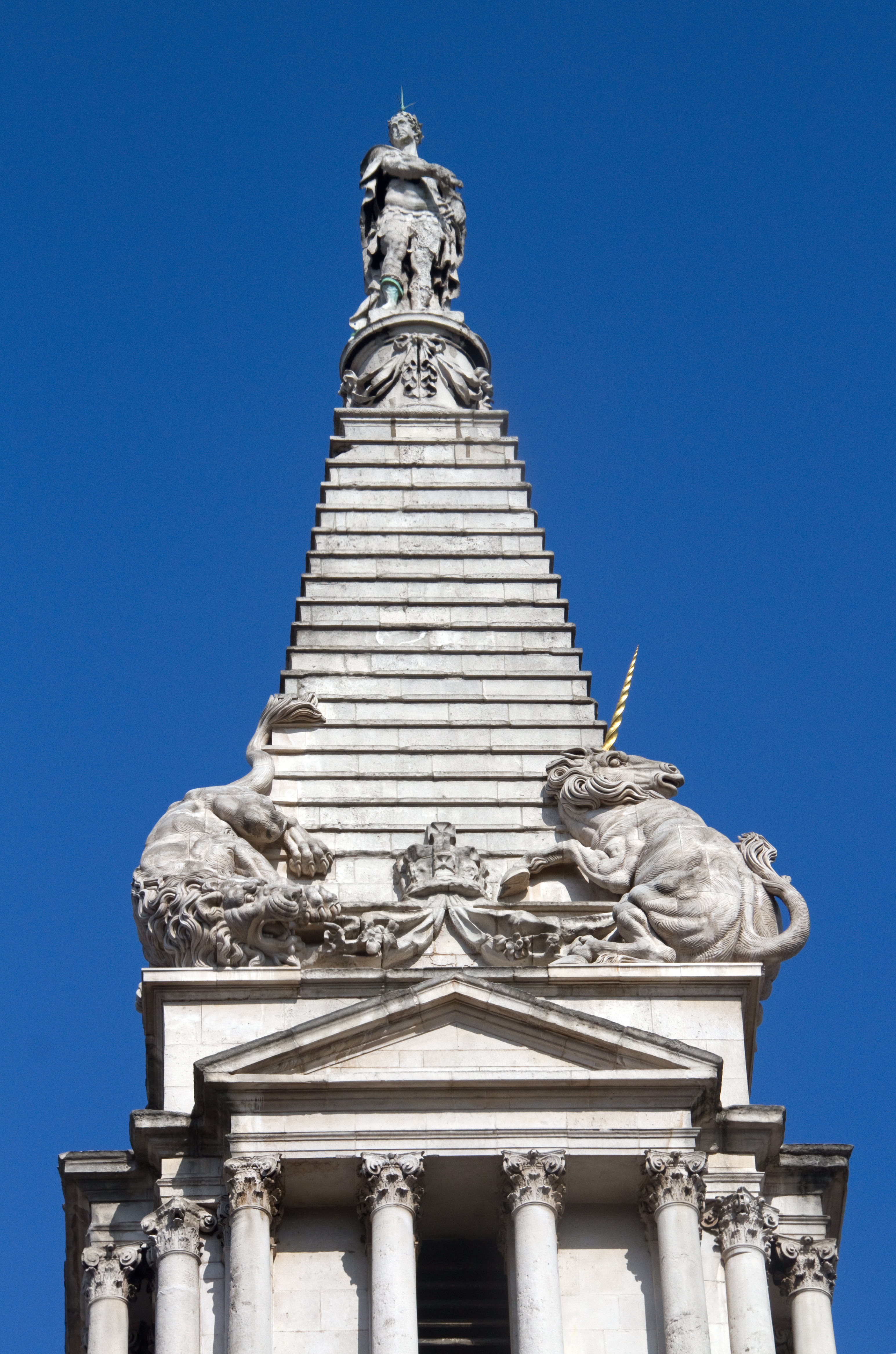
Détail de la tour de l'église St George.

L'église a été désignée édifice classé au grade I le 24 octobre 1951. 

## Musée de la Comédie
Depuis le 1er avril 2014, la crypte abrite le musée de la Comédie ouvert du mardi au dimanche. Le musée se concentre sur l’histoire de la comédie britannique et comprend des photos, des affiches, des accessoires, des vêtements et des costumes, des scripts, des films et des vidéos de comédiens et de spectacles britanniques. Il y a aussi un espace de performance de 100 places.
L'espace a été rénové et utilisé comme galerie d'art dans les années 1990.

## Galerie

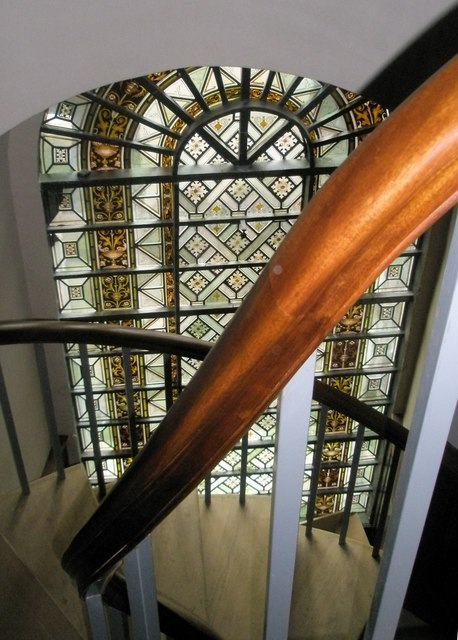
Escalier en colimaçon.
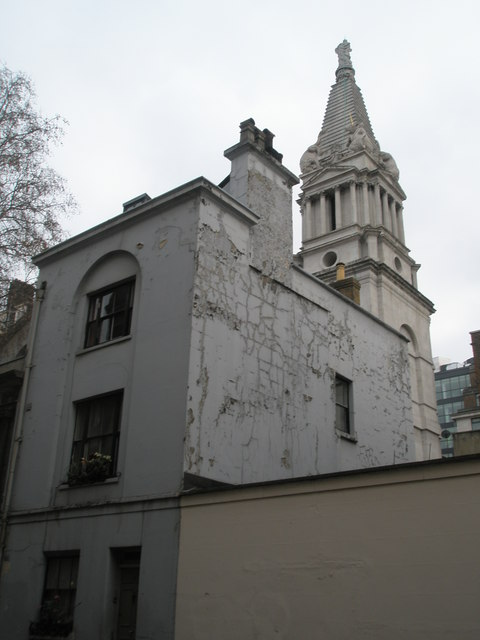
Arrière de l'église.
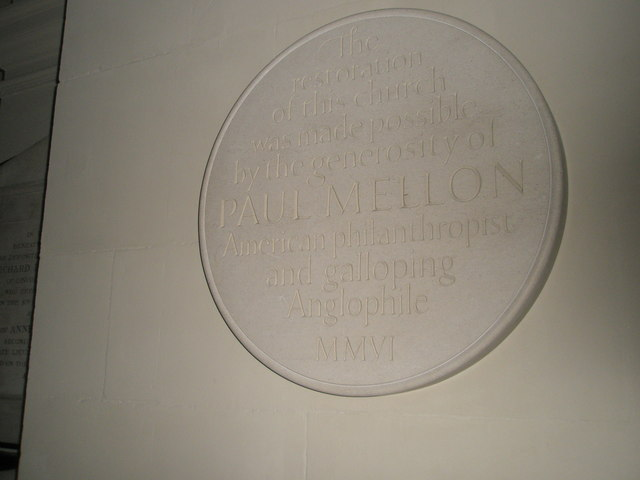
Plaque de l'anglophile Paul Mellon.